# Žabare (gmina Topola)
Žabare (cyr. Жабаре) – wieś w Serbii, w okręgu szumadijskim, w gminie Topola. W 2011 roku liczyła 853 mieszkańców.